# Distretto di Bari
Il distretto di Bari fu una circoscrizione amministrativa di secondo livello del Regno di Napoli e, quindi, del Regno delle Due Sicilie. Il distretto, subordinato alla provincia di Terra di Bari, era costituito da 32 comuni e un unito.

## Istituzione e soppressione
Fu costituito nel con la legge 132 del 1806 Sulla divisione ed amministrazione delle province del Regno, varata l'8 agosto di quell'anno da Giuseppe Bonaparte. Dopo l'occupazione garibaldina e l'annessione al Regno di Sardegna, del 1860, e con la proclamazione del Regno d'Italia, del 1861, l'ente fu soppresso. Con l'estensione al neonato Stato unitario delle disposizioni contenute dal decreto Rattazzi, esso fu prontamente ricostituito con il nome di circondario di Bari delle Puglie.

## Suddivisione in circondari
Il distretto di Bari, come gli altri distretti del regno, era suddiviso in successivi livelli amministrativi gerarchicamente dipendenti dal precedente. Al livello immediatamente subordinato, infatti, vi erano i circondari, che, a loro volta, erano costituiti da comuni.
Le funzioni dei circondari riguardavano esclusivamente l'amministrazione della giustizia. Tali circoscrizioni, che costituivano il terzo livello amministrativo dello stato, delimitavano un ambito territoriale che abbracciava, generalmente, uno o più comuni, tra i quali veniva individuato un capoluogo. In particolare, il distretto di Bari era suddiviso in 19 circondari:.
- Circondario di Bari:
Bari
- Circondario di Modugno:
Modugno (con il borgo aggregato di Palese[5]), Bitritto
- Circondario di Palo:
Palo
- Circondario di Bitonto:
Bitonto
- Circondario di Giovinazzo:
Giovinazzo
- Circondario di Capurso:
Capurso, Carbonara[5], Ceglie[5], Cellamare, Triggiano
- Circondario di Canneto:
Canneto[6], Montrone[6], Loseto, San Nicandro, Valenzano
- Circondario di Acquaviva:
Acquaviva
- Circondario di Casamassima:
Casamassima
- Circondario di Rutigliano:
Rutigliano, Noja
- Circondario di Mola:
Mola
- Circondario di Conversano:
Conversano
- Circondario di Turi:
Turi, Casal San Michele[7]
- Circondario di Putignano:
Putignano
- Circondario di Castellana:
Castellana
- Circondario di Monopoli:
Monopoli, Polignano
- Circondario di Fasano:
Fasano
- Circondario di Bitetto:
Bitetto
- Circondario di Luogorotondo:
Luogorotondo, Cisternino